# Системная теория (Луман)
Системная теория Никласа Лумана — социологическая концепция социальной системы, выделяющаяся среди других отожествлением коммуникации и общества. Коммуникация определяется Луманом как специфическая операция, характеризующая исключительно социальные системы, а общество как система определяется операцией, которая воспроизводит эту систему. Концепция Лумана, также называемая неофункционализмом, привлекла внимание многих исследователей, включая Юргена Хабермаса.

## Общие положения теории
Луман впервые сводит весь социальный процесс к единой операции — коммуникации. Он определяет систему через ее отношение к тому, чем она не является (то есть посредством отношения к окружающему миру).
В понимании Лумана системой является все, что является самодостаточным и способно воспроизводить себя само, отличая себя от окружения. Процесс создания системы полностью замкнут. Также система обладает бесконечно сложным окружением, которое она заведомо неспособна охватить. Поэтому теория строит собственную комплектность, которую она может охватить и обработать.
Луман утверждает, что увидеть окружение системы изнутри — невозможно, как и изучить систему «снаружи». Методологически такой подход исключает исследование связей замкнутой системы с ее окружением.
Луман отвергает возможность адаптации системы. Он полагает, что системы изначально приспособлены друг к другу. У системы нет способности к адаптации к внешней среде. Социальная система воспроизводит себя при помощи своего ключевого элемента — коммуникации.

## Коммуникация в теории Лумана
Луман не рассматривает отдельные сознания как субъекты коммуникации. В его теории коммуницируют не субъекты, а общество. Коммуникация не может иметь контакта с внешним миром, поскольку является оперативно закрытой системой. Она создает общество.
Коммуникация у Лумана — исторически-конкретно протекающее, зависимое от контекста событие. Это не процесс передачи информации, а операция, в ходе которой происходит «перераспределение знания или незнания». Коммуникация тотально завязана на сознании, поскольку только сознание способно воспринимать реальность чувственно (то есть воспринимать смыслы, переданные устно или письменно), а любая коммуникация предполагает передачу чувственных элементов.

### Структура коммуникации
В лумановской теории коммуникация — это единство трех элементов: сообщение, информация и понимание. Основной элемент — информация. Информация — событие, которое меняет состояние системы.
Информация Лумана не является непременной ценностью, а наоборот имеет начало и конец, она внезапна. Она не приходит извне, а выступает собственной частью системы. Информация создается в ответ на внутренние ирритации системы. Информация не исчезает бесследно, а изменяет состояние системы (тем самым происходит ее актуализация).
Информация отличается от сообщения. Повторенное дважды сообщение уже не несет информацию, но все еще несет смысл (такое сообщение уже не несет структурное изменение системы).
Сообщение — действие, обусловленное внешним характером протекания коммуникации. Благодаря сообщению коммуникация имеет начало и конец. Сообщение отвечает за то, что информация не только существует, но и передается дальше.
Понимание — последний элемент коммуникации, который завершает процесс. Понимание совершается на основе различения сообщения и информации. Таким образом, сообщение выбрасывается из потока восприятия. Понимание — обработка информации, в ходе которой коммуникация реализуется как автопоэтический процесс.
Луман выделает также второстепенные элементы коммуникации: темы и реплики. Темы характеризуют вещественное измерение коммуникации, сужают или расширяют формы системы. Смена тем — последовательный процесс прилегающих друг к другу операций. Реплики — это «взнос» в тему, а темы связывают различные реплики в смысловую связь.

## Основные понятия теории

### Автопоэзис
Этот термин был позаимствован Луманом из биологической науки. Автопоэзис в биологии — это способность органических систем к саморепродукции. Луман переносит эту способность органических систем на социальные системы. Он рассматривает социальные системы, как автопоэтические системы, способные к репродукции своих составляющих элементов.

### Форма
Это понятие Луман заимствует из математической теории Спенсера Брауна и модифицирует его в понятие о обозначении различий, границ между системами. Форма у Лумана не подразумевает сущность, предметные очертание (как то в понимании Аристотеля), но само соотношение, посредством которого система дает знать о своем существовании, указывая на противоположность. То есть форма есть различие. Она имеет две стороны различения — внутреннюю и внешнюю.

### Самореференция и инореференция. Смысл
Самореференция — обращение к внутренней стороне формы, а инореференция — обращение к внешней стороне формы. Для их различения необходим смысл, который полагает одну сторону как актуальную, а другую как потенциальную. Смысл трансформирует комплексность системы, предоставляя механизм для создания высококомплексной системы. Смысл у Лумана — условие возможности коммуникации, и, следственно, любой социальной системы.

### Медиум
Медиум — противопоставление форме. Это множество элементов, которые сочетаются свободно, тогда как форма — строго определённое сочетание элементов. Оперирование системы заключается в связывании и освобождении элементов. Медиум — субстракт, форма — конкретное воплощение.

### Структурные соответствия
Структурные соответствия — то, каким образом сознание соотносится с коммуникацией, их отношения в конститутивном окружении. Введение данного понятия необходимо для обозначения взаимодействия системы и окружающего мира. Структурные соответствия предполагают образование общего окружения сосуществующими системами. Такие системы участвуют во взаимном производстве событий. В качестве примера Луманом приводятся ухо и глаз: оба оперируют разными данными, но описывают одну реальность.

## Критика
Теория Лумана вызывает споры в социологическом сообществе. Так, Юрген Хабермас критиковал Лумана за его технический подход к коммуникации. Луман считал сознание лишь инструментом для передачи смыслов, отводя ему роль посредника. Хабермас же утверждает, что такой подход способствует становлению однонаправленной модели коммуникации.
Ю. Хабермас также интерпретировал концепцию «технического социологизма» Лумана как удобный и выгодный политическим элитам теоретический конструкт, соответствующий не демократическим принципам, а технократически-авторитарному правлению.